# بریخا

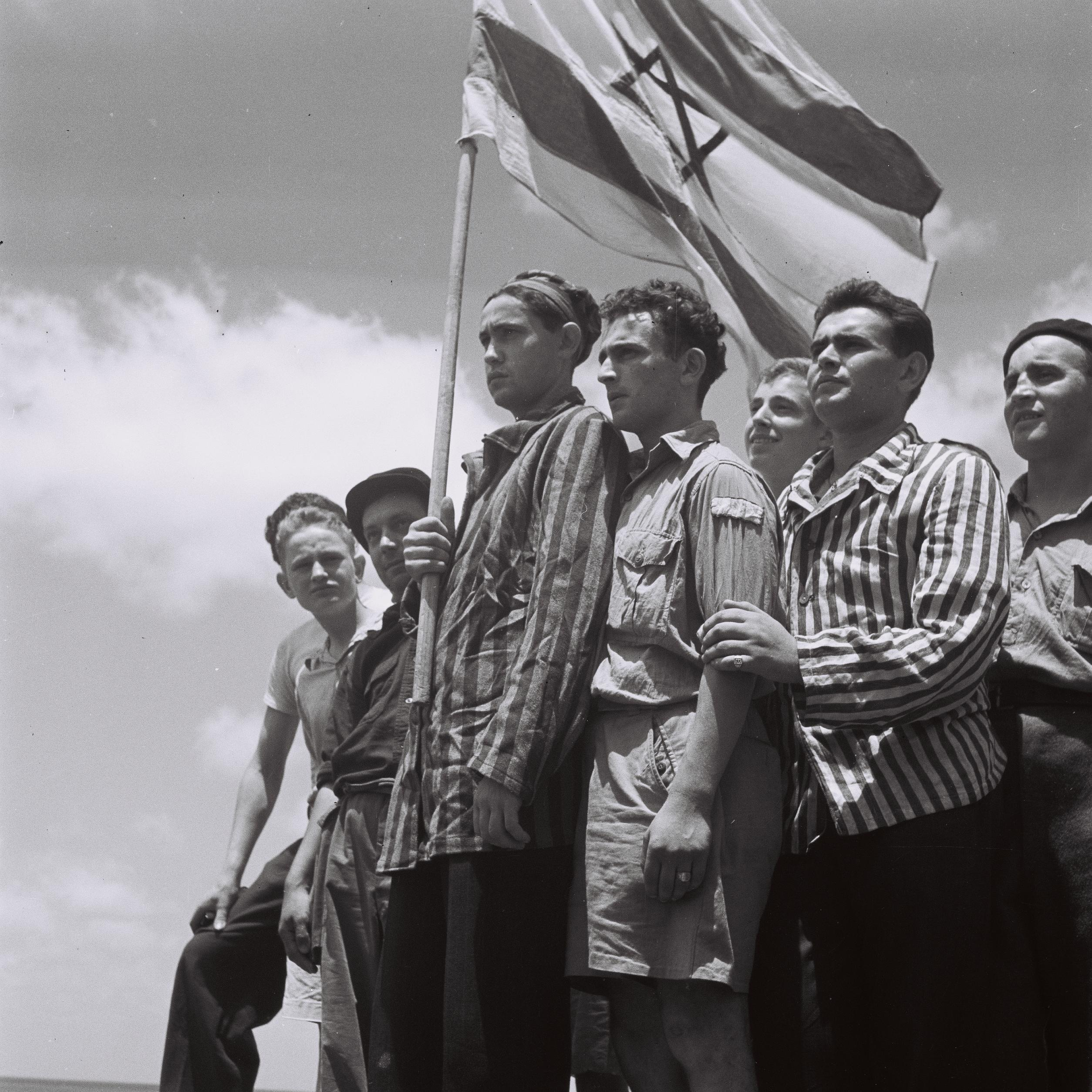
عکس پرچم فلسطین اشغالی را دارد و احتمالا درست است

بریخا(به عبری: בריחה) یک سازمان زیرزمینی است که به بازماندگان یهودی که از هولوکاست فرار کرده بودند کمک می‌کرد تا به فلسطین مهاجرت کنند و هنگامی که جنگ جهانی دوم تمام شد قیمومت بریتانیا بر فلسطین با استفاده از پیمان کاغذ سفید سال ۱۹۳۹ پایان یافته بود و درست در همین زمان اسرائیل اعلام استقلال کرد و معاده کاغذ سفید را باطل اعلام کرد.
جنبشی از پناهندگان یهودی که از اردوگاه‌های مرگ فرار کرده بودند قرار بود در فلسطین جلسه‌ای تشکیل بدهند (یک میلیون نفر یهودی در آلمان و اتریش باقی ماندند) اما اجازه سلطه یهودیان از شرق اروپا و شوروی در فلسطین داده نشد.
در اواخر سال ۱۹۴۴ و اوایل سال ۱۹۴۵، اعضای یهودی مقاومت لهستان با مبارزان گتو لابلین ملاقات کردند، تا برای اتحاد و فرار از یهودی ستیزی و شکل‌گیری هولوکاست دوم سازمانی به نام بریخا را تشکیل دادند.
پس از آزادی از ریونه، الیعزر و ابراهیم لیدوسکی و پاشا (اسحاق) رایشمن، به این نتیجه رسیدند که در لهستان هیچ آینده‌ای برای یهودیان وجود ندارد. آن‌ها تعدادی صنعتگر را به رومانی فرستادند تا راه فراری پیدا کنند. پس از اینکه گروه آبا کاونر به گروه ویلنا پیوست و این دو گروه پس از الحاق همراه با رهبری ایچاک کوکرمن که سازمان مبارزه با یهودی‌های شورشی لهستانی را از اوت ۱۹۴۴ تا ژانویه ۱۹۴۵ رهبری کرده سازمانی تشکیل دادند.آنها با تلاش‌های مشابه به رهبری بریگاد یهود و در نهایت هاگانا (ارتش‌های مخفی یهودی در فلسطین) پیوستند.
افسران بریگاد یهود از ارتش بریتانیا درخواست انجام عملیات هاگانا را خواستند تا بتوانند با کمک‌های مالی کمیته توزیع مشترک یهودیان آمریکا افراد را به صورت قاچاقی به فلسطین بفرستند.
تقریباً بلافاصله، بریخا مجرای اصلی انتقال افراد از اردوگاه‌های مرگ به فلسطین شد اما مشکل آن‌ها تقاضای بیش از حد یهودیان بود.
پس از پوگروم کی یلتسه از سال ۱۹۴۶، انتقال یهودیان با شتاب بیشتری انجام شد بطوری‌که ۱۰۰٫۰۰۰ نفر در سه ماه شرق اروپا را ترک گفتند.در لهستان، رومانی، مجارستان، چکسلواکی، یوگسلاوی و از سال ۱۹۴۸، بریخا حدود ۲۵۰،۰۰۰ نفر از بازماندگان را به اتریش، آلمان و ایتالیا از طریق شبکه‌های قاچاق استادانه درست شده به فلسطین منتقل کرد.آنها با استفاده از کشتی‌هایی از طریق قاچاق به فلسطین فرستاده شدند که تأمین منابع آن‌ها از طریق موساد بود. بریخا پس از تأسیس اسرائیل منحل شد و مهاجرت به اسرائیل در بیشتر نقاط جهان قانونی اعلام شد اگر چه در بعضی از کشورهای عربی هنوز مهاجرت به اسرائیل ممنوع بود.